# خورشیدگرفتگی ۱۰ اوت ۱۹۳۴
خورشیدگرفتگی ۱۰ اوت ۱۹۳۴ (به انگلیسی: Solar eclipse of August 10, 1934) یک خورشیدگرفتگی از نوع خورشیدگرفتگی حلقه‌ای است. این خورشیدگرفتگی در تاریخ ۱۰ اوت ۱۹۳۴ میلادی (‎۱۹ مرداد ۱۳۱۳ خورشیدی) روی داد که زمان اوج آن، ساعت ۸:۳۷:۴۸ به‌وقت ساعت هماهنگ جهانی بوده‌است. مدت زمان و طول این خورشیدگرفتگی ۶ دقیقه و ۳۳ ثانیه بود.